# Zastava Konfederacije Američkih Država
Bilo je nekoliko zastava Konfederacije Američkih Država (eng. Flags of the Confederate States of America) koje su korištene tijekom postojanja Konfederacije (1861. – 1865.). Nakon završetka američkog građanskog rata, privatno i službeno korištenje zastave Konfederacije, i zastava koje su nastale po uzoru na nju, se nastavilo, iako uz određene kontroverze.
Državne zastave Mississippija, Georgije i Tennesseeja su bazirane na Konfederacijskim zastavama. Zastava Sjeverne Karoline je bazirana na zastavi te države iz 1861. kada se odcjepila od Unije i priključila Konfederaciji. Zastave Alabame i Floride izgledaju kao da su nastale po uzoru na zastavu Konfederacije, iako su zapravo utemeljene na Burgundskom križu, zastavi koju je Španjolska koristila u svojim prekomorskim posjedima, među njima i Floridi, od 1506. do 1701. god. Grb Alabame koji je u upotrebi od 1939. na sebi nosi i borbenu zastavu Konfederacije.

## Povijest

### Državne zastave

#### Prva državna zastava ("Zvijezde i poluge")
Prva službena zastava Konfederacije, zvana "Zvijezde i poluge", je korištena od 4. svibnja 1861. do 21. svibnja 1861.
Prvu državnu zastavu Konfederacije je dizajnirao pruski umjetnik Nicola Marschall u Marionu u Alabami. Zvijezde i poluge su prihvaćene kao zastava 4. svibnja 1861. u Montgomeryju u Alabami i istaknute na krovu prvog Konfederacijskog kapitola. Marschal je također dizajnirao i uniformu vojske Konfederacije.
Jedan od prvih činova Privremenog Konfederacijskog Kongresa je bio da stvori Vijeće za zastavu i grb, kojim je upravljao William Porcher Miles iz Južne Karoline. Vijeće je ispitalo javnost u vezi ideja za zastavu i bili su preplavljeni zahtjevima da se ne napušta "staru zastavu" Sjedinjenih država. Miles je već dizajnirao zastavu koja će kasnije postati poznata kao Borbena zastava Konfederacije, i preferirao ju je, ali zbog velike podrške zastavi sličnoj zastavi SAD-a ("Zvijezde i pruge"), "Zvijezde i poluge" su odobrene od vijeća. Kada je izbio rat, "Zvijezde i poluge" su na bojištima izazivale mnogo zabune zbog sličnosti s američkom zastavom koju je isticala vojska Unije.
U konačnici, 13 zvijezda je postavljeno na zastavu. Prvi put je javno istaknuta na Ben Johnson Houseu u Bardstownu u Kentuckyju.
- Prva državna zastava Konfederacije ("Zvijezde i poluge") sa 7 zvijezda (4. svibnja 1861. – 21. svibnja 1861.)
- Prva državna zastava ("Zvijezde i poluge") sa 9 zvijezda (21. svibnja 1861. – 2. srpnja 1861.)
- Prva državna zastava ("Zvijezde i poluge") sa 11 zvijezda (2. srpnja 1861. – 28. studenog 1861.)
- Prva državna zastava ("Zvijezde i poluge") sa 13 zvijezda (28. studenog 1861. – 1. svibnja 1863.)

#### Druga državna zastava ("Neuprljani stijeg")
Tijekom izbora druge državne zastave, mnogo je različitih dizajna predloženo, od kojih su gotovo svi koristili Borbenu zastavu, koja je do 1863. postala vrlo poznata i popularna. Novi dizajn je odredio Kongres Konfederacije kao "bijelo polje od kojega dvije trećine širine zauzima crvena površina, na kojoj su prekrižene plave, bijelo obrubljene crte, ukrašene s petokrakim zvijezdama, čiji broj odgovara broju država Konfederacije".
Nadimak "neuprljani" je predstavljao čisto, bijelo polje zastave. Zakon o zastavi iz 1864. nije odredio što bijelo simbolizira i nuđene su različite interpretacije. Najčešća interpretacija je da bijelo polje simbolizira čistoću "Cilja" Konfederacije. U Konfederalnom kongresu su raspravljali da li bijelo polje treba imati plave pruge, te da li zastava treba biti obrubljena crvenom prugom. William Miles je održao govor za jednostavan bijeli dizajn koji je konačno odobren. On je tvrdio da se borbena zastava mora koristiti, ali nacionalnu zastavu bilo je potrebno ukrasiti, što je jednostavnije moguće, s običnom bijelim poljem. 
Početne reakcije na drugu nacionalnu zastavu su bile povoljne, ali s vremenom je kritizirana kao "previše bijela". Kolumbijski list Daily South Carolinian je primijetio da je to u suštini borbena zastava na zastavi primirja i da može slati mješovite poruke. Vojni časnici su izražavali pritužbe o zastavi kako je previše bijela, iz raznih razloga, uključujući i opasnost da ju se zabludom vidi kao zastavu primirja, posebno na ratnim brodovima, te da se previše lako uprlja.
- Druga državna zastava ("Neuprljani stijeg"), omjeri 3:2
- Druga državna zastava ("Neuprljani stijeg"), inačica iz grada Mobilea u Alabami, sa 12 zvijezda

#### Treća državna zastava ("Krvlju obojan stijeg")
Treća državna zastava je usvojena 4. ožujka 1865., neposredno prije sloma Konfederacije. Crveno okomito polje predložio je bojnik Arthur L. Rogers, koji je tvrdio da se čisto bijelo polje druge državne zastave može zabunom smatrati zastavom primirja. Kada bi bez vjetra zastava visjela na koplju, crveno polje s "Južnim križem" se uopće ne bi vidjelo te bi zastava izgledala posve bijela.
Rogers je uspješno lobirao da se ova promjena predstavi u Senatu Konfederacije. On je branio svoju izmjenu kako bi zastava "imala što je manje moguće Jenkijevske plave", te ju opisao kao simbol koji predstavlja porijeklo Južnjaka, s križem Velike Britanije i crvenim poljem sa zastave Francuske.
- Treća (i zadnja) državna zastava ("Krvlju obojan stijeg"), 1865.
- Druga inačica treće zastave

### Ostale zastave

#### "Lijepa plava zastava"
Uz državne zastave, Južnjaci su za vrijeme rata koristili i druge razne zastave i transparente. Najslavnija, "Lijepa plava zastava" (Bonnie Blue Flag) je korištena kao neslužbena zastava Konfederacije tijekom prvih ratnih mjeseci 1861. Ona je bila istaknuta iznad konfederacijskih topničkih bitnica koje su prve otvorile vatru na Fort Sumter. Van Dornova borbena zastava je bila korištena od strane vojnika Konfederacije koji su se borili u Trans-Mississippiju i na zapadnim bojištima. Osim toga, mnoge vojne postrojbe imale su svoje vlastite zastave koje su nošene u borbu.

#### Ratna zastava
Ono što se često naziva "Ratna zastava Kofederacije" bio je predložak koji je poslužio kao osnova za više od 180 različitih zastava vojnih postrojbi.
Vojska Sjeverne Virginije je imala kvadratnu ratnu zastavu, različitih veličina za različite grane vojske: 48 inča za pješaštvo, 36 inča za topništvo, i 30 inča za konjicu. Ta je zastava bila korištena u borbi od početka prosinca 1861. pa sve do pada Konfederacije. Plava boja na kosom križu ratne zastave je bila tamnoplava, za razliku od puno svjetlije plave na zastavi Ratne mornarice.
Zvijezde na zastavi su predstavljale broj država Konfederacije. Što je više bilo država Konfederacije, to je više bilo zvijezda na zastavi, da bi se na kraju broj s prvotnih 7 popeo na 11, te na kraju na 13 kada su stvorene separatističke, prokonfederalne vlade u državama Missouri i Kentucky, koje su službeno ostale u sastavu Unije.

#### Mornarički stijeg i plamenci
Ratna mornarica Konfederacije koristila je nekoliko glavnih i sporednih zastava. Prvi stijeg konfederalne mornarice bio je tamnoplava zastava sa 7 do 15 bijelih zvjezdica poredanih u krug. Korišten je na svim ratnim brodovima Konfederacije dok su bili usidreni u lukama. Kao i na državnoj zastavi, broj zvjezdica je odražavao broj država Konfederacije, iako je bilo i stijegova s prekobrojnim zvjezdicama koje su predstavljale države za koje su Južnjaci smatrali da će se odcijepiti od Unije. Ta zastava je korištena od 1861 do 1863.
1863. mornarica je usvojila novi stijeg, pravokutnu inačicu borbene zastave. Usprkos jasno određenim mornaričkim propisima, zastava je bila raznih veličina i omjera. Plava boja Južnjačkog križa na zastavi bila je mnogo svjetlija nego iznimno tamna na borbenoj zastavi.
Prvi državni stijeg Konfederacije, "Zvijezde i poluge", isprva je služio kao borbena zastava mornarice. Druga državna zastava, "Neuprljani stijeg", izabrana je kasnije kao plamenac mornarice, iako je korištena u omjeru 2:3 za razliku od državne zastave koja je imala omjer 1:2. Ta je zastava ujedno i jedina zastava Konfederacije koja je tijekom rata oplovila svijet, isticana na kliperu CSS Shenandoah koji je poslan na oceane u gusarske akcije protiv trgovačkog brodovlja Unije. Ta je zastava ujedno i posljednja koja je spuštena, kada je kapetan James Iredell Waddell predao Shenandoah vlastima u Velikoj Britaniji 6. studenog 1865. god.

## Suvremeni prikaz
Pravokutnu inačicu borbene zastave koristile su neke vojne postrojbe Konfederacije (Vojska Tennesseeja pod zapovjedništvom Braxtona Bragga), i ta zastava je danas općenito poznata pod nazivom "Zastava Konfederacije". Iako povijesno nikada nije predstavljala Konfederaciju kao državu, ta zastava je danas naširoko prepoznatljiv simbol američkog Juga. Ponekad ju nazivaju i "Pobunjenička", ili "Dixie" zastava, te "Južnjački križ". Tijekom prve polovice 20. stoljeća ta zastava je stekla novu popularnost. 
U Drugom svjetskom ratu, neke postrojbe američke vojske s južnjačkim nadimcima, ili sastavljene od Južnjaka, koristile su tu zastavu kao svoj neslužbeni simbol. Bojni brod USS Columbia isticao je zastavu mornarice Konfederacije kao borbenu zastavu tijekom borbi na južnom Pacifiku tijekom Drugog svjetskog rata. To je učinjeno u čast Columbije, imena koje je brod dobio po glavnom gradu Južne Karoline, prve države koja se odcjepila od Unije. Neki su vojnici nosili tu zastavu u borbu. Nakon bitke za Okinawu, marinac iz samozvane "Pobunjeničke satnije" (Satnija A, 1. bojne, 5. pukovnije marinaca) je istaknuo zastavu Konfederacije na Shuri dvorcu. Bila je vidljiva na kilometre te je skinuta tek nakon tri dana po zapovjedi generala Simona B. Bucknera (sina konfederalnog generala Simona Bucknera) koji je smatrao da je zastava neprikladna "jer su Amerikanci iz svih krajeva uključeni u ovu borbu". Zastava je zamijenjena zastavom SAD-a. Do kraja Drugog svjetskog rata, korištenje zastave Konfederacije u američkoj vojsci je bilo rijetko, iako ju kao svoj neslužbeni simbol i danas koriste neke postrojbe američke vojske u Iraku i Afganistanu.
Godine 1933., službeni pozdrav Konfedralnoj zastavi napisao je James Henry Parker. Pozdrav je odmah usvojila udruga Ujedinjene kćeri Konfederacije. Pozdrav glasi:
"Podravljam Konfederalnu zastavu sa privrženošću, poštovanjem, i neprolaznom naklonošću."

## Kontroverze
Isticanje zastave Konfederacije ostaje vrlo kontroverzna i emotivna tema, uglavnom zbog neslaganja oko njezine simbolike. Pristaše zastave vide ju kao simbol južnjačke baštine i neovisnosti kulturne tradicije Juga od one na Sjeveru. Neke neonacističke ili rasističke grupe poput Ku Klux Klana koriste ju kao simbol svojih organizacija, zbog čega ju neke organizacije za ljudska prava smatraju rasističkim simbolom. No Ku Klux Klan kao svoj simbol ponekad također koristi i državnu zastavu SAD-a.
S druge strane, neki američki građani vide južnjačku zastavu kao simbol ustavnih prava saveznih država te prkosa i otpora centraliziranoj saveznoj vladi u Washingtonu. Udruge poput Sinova veterana Konfederacije i Ujedinjenih kćeri Konfederacije često ju koriste na svojim skupovima, smatrajući da ona nema nikakve rasističke konotacije, gledajući ju kao simbol prošlog razdoblja južnjačkog suvereniteta. Južnjački rock n' roll sastav Lynyrd Skynyrd često ju koristi na svojim koncertima. Slično, američki glazbenik Kid Rock izjavio je da nema ništa protiv te zastave jer ju ne doživljava kao isključivi simbol rasizma. Pristaše južnjačke zastave kao argument navode i to da bi se po istom principu i zastava Ujedinjenog Kraljevstva - "Union Jack" mogla smatrati rasističkom jer je Britansko Carstvo stoljećima izrabljivalo ne-bijelce u svojim kolonijama, osnovalo jedne od prvih koncentracijskih logora itd. pod tom zastavom. 
Kao rezultat svih tih različitih gledišta, dogodile su se brojne političke kontroverze oko korištenja konfederalne zastave u državnim zastavama saveznih država američkog Juga, na sportskim događajima, na sveučilištima na Jugu, te javnim zgradama. Prema američkom povjesničaru Shelbyju Footeu, zastava je tradicionalno predstavljala južnjački otpor političkoj dominaciji Sjevera, te je došla u vezu s odnosima između rasa tijekom pokreta za građanska prava 1950-ih 1960-ih, kada je borba protiv desegregacije postala ključna točka tog otpora. 
Konfederalna zastava isticana je na zgradi senata Južne Karoline od 1961. do 2000. kada je određeno da će biti uklonjena te da će umjesto nje biti postavljena tradicionalna ratna zastava Konfederacije uz spomenik palim konfederalnim vojnicima koji se nalazi pred zgradom. 1. srpnja 2001. zastavu su premjestila dva studenta te ju postavila uz spomenik.
U američkoj saveznoj državi Mississippi 2001. je održan referendum na kojem su glasači odlučivali o tome hoće li se sa zastave Mississippija ukloniti ratna zastava Konfederacije i zamijeniti drugim simbolom, koji ne bi imao rasističke konotacije. Zastava je usvojena 1894. godine. Prijedlog je odbijen s dvije trećine glasova za zadržavanje postojeće zastave. Rezultati glasovanja prema rasi birača nisu zabilježeni, ali je poznato da su crnački okruzi uglavnom podržali novu zastavu, a bjelački, u nekim slučajevima i do 90 posto, glasovali su za zadržavanje stare. Omjer glasova za i protiv nove zastave otprilike je odgovarao udjelu crnačkog i necrnačkog stanovništva u toj saveznoj državi, iako je zabilježeno i nekoliko slučajeva gdje je crnačko stanovništvo glasovalo za zadržavanje stare zastave.
Iste godine kada je održan referendum u Missisippiju, zastava savezne države Georgije, koja je usvojena 1956. te je na sebi sadržavala ratnu zastavu Konfederacije, izmijenjena je tako da na sebi sadrži državni grb Georgije te ispod njega minijaturne zastave koje su se tijekom povijesti vijorile nad Georgijom. Nova zastava nije dobila neku veliku popularnost te su odmah počeli zahtjevi za njezinu izmjenu, uz objašnjenje da "krši sve dobre dizajne koje zastava mora imati". 
2003. zastava je ponovno izmijenjena te sada izgleda identično prvoj državnoj zastavi Konfederacije ("Stars and Bars"), uz dodatak državnog grba Georgije unutar kruga od 13 zvjezdica na plavoj pozadini. Neke neo-konfederalne grupe i južnjačke kulturne i povijesne udruge i dalje zahtijevaju povrat zastave iz 1956. Odmah po izmjeni državne zastave 2001., vijeće grada Trentona je usvojilo staru državnu zastavu kao novu gradsku zastavu.
Prva državna zastava Konfederacije, zajedno s još pet zastava nacija koje su tijekom povijesti imale vlast nad Teksasom (Španjolska, Kraljevina Francuska, Meksiko, Republika Teksas, i SAD), istaknuta je pred Muzejom povijesti države Teksas u Austinu. Ratna zastava Konfederacije bila je istaknuta na državnom pečatu Floride, zajedno sa zastavama ostalih nacija koje su imale vlast nad Floridom, sve do 2015. kada je uklonjena.
UEFA je 2008. u naputku upućenom Međunarodnoj komisiji Hrvatskog nogometnog saveza reagirala na incident isticanja navijačkog transparenta sa zastavom Konfederacije kojega je na Poljudu bila istakla navijačka skupina White boys. UEFA ju je označila kao neprimjeren rasistički sadržaj.
Simboli Konfederacije ostaju u trajnoj uporabi u Sjedinjenim Državama te je njihovo korištenje i dalje tema čestih političkih rasprava. Zbog njihovih zabrana u određenim školama i sveučilištima koja ju smatraju rasističkim simbolom, korištenje konfederalne zastave se dovodi i u vezu s pravom slobode govora. Konfederalna zastava je zakonom zaštićena od spaljivanja i oskvrnuća u pet američkih saveznih država: Floridi, Georgiji, Louisiani, Mississippiju, i Južnoj Karolini.